# Lidzbark-Nadleśnictwo
Lidzbark-Nadleśnictwo – osada w Polsce położona w województwie warmińsko-mazurskim, w powiecie działdowskim, w gminie Lidzbark. Osada położona nad Jeziorem Lidzbarskim, ma tam swą siedzibę Nadleśnictwo Lidzbark.
W latach 1975–1998 miejscowość administracyjnie należała do województwa ciechanowskiego.